# Vuelta Ciclista a Costa Rica 2017
La Vuelta Ciclista a Costa Rica 2017 è stata la cinquantatreesima edizione della corsa a tappe di ciclismo su strada maschile che si è svolta fra il 18 e il 27 dicembre 2017. La gara è stata valida come prova del circuito UCI America Tour 2018 categoria 2.2. La vittoria è stata appannaggio del costaricano Juan Carlos Rojas, che ha completato il percorso in 32h40'18" alla media di 39,393 km/h, precedendo i connazionali Román Villalobos e César Rojas Villegra.
I corridori che hanno preso il via da Alajuela sono stati 102, mentre coloro che hanno portato a termine il percorso sul traguardo di Desamparados sono stati 78.

## Tappe
| Tappa  | Data        | Percorso                                | km      | Vincitore di tappa       | Leader cl. generale        |
| ------ | ----------- | --------------------------------------- | ------- | ------------------------ | -------------------------- |
| 1ª     | 18 dicembre | Alajuela > Cañas                        | 147,94  | Efrén Santos             | Efrén Santos               |
| 2ª     | 19 dicembre | Cañas > La Cruz                         | 105,78  | José Vega                | Melvin Mora                |
| 3ª     | 20 dicembre | La Cruz > Nicoya                        | 193     | Kristopher Vega          | Paulo Vargas               |
| 4ª     | 21 dicembre | Nicoya > Alajuela                       | 193,9   | Vladimir Jesus Fernandez | Efren Santos               |
| 5ª     | 22 dicembre | Palomo > Paraíso (cron. individuale)    | 19,64   | Juan Carlos Rojas        | Juan Carlos Rojas          |
| 6ª     | 23 dicembre | San Antonio de Belén > Limòn            | 174     | Wilson Cardona           | Juan Carlos Rojas          |
| 7ª     | 24 dicembre | Limòn > Tucurrique                      | 117,1   | Wilson Cardona           | Juan Carlos Rojas          |
| 8ª     | 25 dicembre | Heredia > Heredia                       | 99,53   | Eduardo Corte            | Juan Carlos Rojas Villegas |
| 9ª     | 26 dicembre | San José > San Isidro de El General     | 125     | Cesar Rojas Villegra     | Cesar Rojas Villegra       |
| 10ª    | 27 dicembre | San Isidro de El General > Desamparados | 134,8   | Juan Carlos Rojas        | Juan Carlos Rojas          |
| Totale | Totale      | Totale                                  | 1303,30 |                          |                            |

## Dettagli delle tappe

### 1ª tappa
- 18 dicembre: Alajuela > Cañas – 147,94 km

Risultati
| Pos. | Corridore           | Squadra            | Tempo    |
| ---- | ------------------- | ------------------ | -------- |
| 1    | Efrén Santos        |                    | 3h33'09" |
| 2    | Miguel Luis Álvarez | Canels Specialized | a 1'25"  |
| 3    | Orlando Quesada     |                    | s.t.     |

| Pos. | Corridore           | Squadra            | Tempo    |
| ---- | ------------------- | ------------------ | -------- |
| 1    | Efrén Santos        |                    | 3h33'09" |
| 2    | Miguel Luis Álvarez | Canels Specialized | a 1'25"  |
| 3    | Orlando Quesada     |                    | s.t.     |

### 2ª tappa
- 19 dicembre: Cañas > La Cruz – 105,78 km

Risultati
| Pos. | Corridore           | Squadra              | Tempo    |
| ---- | ------------------- | -------------------- | -------- |
| 1    | José Vega           |                      | 2h25'37" |
| 2    | William David Munoz | Bicicletas Strongman | s.t.     |
| 3    | Jesus Ortiz Frausto |                      | s.t.     |

| Pos. | Corridore           | Squadra              | Tempo    |
| ---- | ------------------- | -------------------- | -------- |
| 1    | Melvin Mora         |                      | 6h00'31" |
| 2    | Paulo Varga         |                      | a 6"     |
| 3    | William David Munoz | Bicicletas Strongman | a 43"    |

### 3ª tappa
- 20 dicembre: La Cruz > Nicoya – 193 km

Risultati
| Pos. | Corridore           | Squadra              | Tempo    |
| ---- | ------------------- | -------------------- | -------- |
| 1    | Kristopher Vega     |                      | 4h11'25" |
| 2    | Miguel Luis Álvarez |                      | a 2"     |
| 3    | William David Munoz | Bicicletas Strongman | s.t.     |

| Pos. | Corridore           | Squadra              | Tempo     |
| ---- | ------------------- | -------------------- | --------- |
| 1    | Paulo Varga         |                      | 10h12'26" |
| 2    | Melvin Mora         |                      | a 7"      |
| 3    | William David Munoz | Bicicletas Strongman | a 15"     |

### 4ª tappa
- 21 dicembre: Nicoya > Alajuela – 193,9 km

Risultati
| Pos. | Corridore                | Squadra | Tempo    |
| ---- | ------------------------ | ------- | -------- |
| 1    | Vladimir Jesus Fernandez |         | 5h09'53" |
| 2    | Juan Carlos Rojas        |         | a 23"    |
| 3    | Cesar Rojas Villegr      |         | a 33"    |

| Pos. | Corridore            | Squadra            | Tempo     |
| ---- | -------------------- | ------------------ | --------- |
| 1    | Efren Santos         | Canels Specialized | 15h24'53" |
| 2    | Isaac Morera         |                    | a 1'38"   |
| 3    | Cesar Rojas Villegra |                    | a 2'27"   |

### 5ª tappa
- 22 dicembre: Palomo > Paraíso (cronometro individuale) – 19,6 km

Risultati
| Pos. | Corridore         | Squadra | Tempo   |
| ---- | ----------------- | ------- | ------- |
| 1    | Juan Carlos Rojas |         | 29'45"  |
| 2    | Roman Villabos    |         | a 17"   |
| 3    | Brian Salas       |         | a 1'09" |

| Pos. | Corridore         | Squadra            | Tempo     |
| ---- | ----------------- | ------------------ | --------- |
| 1    | Juan Carlos Rojas |                    | 15h56'53" |
| 2    | Roman Villabos    |                    | a 19"     |
| 3    | Efren Santos      | Canels Specialized | a 54"     |

### 6ª tappa
- 23 dicembre: San Antonio de Belén > Limòn – 174 km

Risultati
| Pos. | Corridore          | Squadra    | Tempo    |
| ---- | ------------------ | ---------- | -------- |
| 1    | Wilson Cardona     | GW-Shimano | 4h12'02" |
| 2    | Jhonatan Cañaveral |            | s.t      |
| 3    | Daniel Bonilla     |            | s.t      |

| Pos. | Corridore         | Squadra            | Tempo     |
| ---- | ----------------- | ------------------ | --------- |
| 1    | Juan Carlos Rojas |                    | 20h11'06" |
| 2    | Roman Villabos    |                    | a 19"     |
| 3    | Efren Santos      | Canels Specialized | a 54"     |

### 7ª tappa
- 24 dicembre: Limòn > Tucurrique – 117,1 km

Risultati
| Pos. | Corridore                | Squadra | Tempo    |
| ---- | ------------------------ | ------- | -------- |
| 1    | Roman Villalobos         |         | 4h53'84" |
| 2    | Vladimir Jesus Fernandez |         | a 4"     |
| 3    | Joseph Chavarria         |         | a 4"     |

| Pos. | Corridore            | Squadra | Tempo     |
| ---- | -------------------- | ------- | --------- |
| 1    | Juan Carlos Rojas    |         | 23h04'18" |
| 2    | Roman Villalobos     |         | a 15"     |
| 3    | Cesar Rojas Villegra |         | a 1'43"   |

### 8ª tappa
- 25 dicembre: Heredia > Heredia – 99,5 km

Risultati
| Pos. | Corridore          | Squadra            | Tempo    |
| ---- | ------------------ | ------------------ | -------- |
| 1    | Eduardo Corte      | Canels Specialized | 2h33'44" |
| 2    | Efren Santos       | Canels Specialized | a 18"    |
| 3    | Johnatan Cañaveral |                    | a 18"    |

| Pos. | Corridore            | Squadra | Tempo     |
| ---- | -------------------- | ------- | --------- |
| 1    | Juan Carlos Rojas    |         | 25h39'24" |
| 2    | Roman Villalobos     |         | a 15"     |
| 3    | Cesar Rojas Villegra |         | a 1'42"   |

### 9ª tappa
- 26 dicembre: San José > San Isidro de El General – 125 km

Risultati
| Pos. | Corridore            | Squadra | Tempo    |
| ---- | -------------------- | ------- | -------- |
| 1    | Cesar Rojas Villegra |         | 3h20'49" |
| 2    | Efren Santos         |         | a 2'09"  |
| 3    | Roman Villalobos     |         | a 2'09"  |

| Pos. | Corridore            | Squadra | Tempo     |
| ---- | -------------------- | ------- | --------- |
| 1    | Cesar Rojas Villegra |         | 29h01'55" |
| 2    | Juan Carlos Rojas    |         | a 27"     |
| 3    | Roman Villalobos     |         | a 42"     |

### 10ª tappa
- 27 dicembre: San Isidro de El General > Desamparados – 134,8 km

Risultati
| Pos. | Corridore         | Squadra | Tempo    |
| ---- | ----------------- | ------- | -------- |
| 1    | Juan Carlos Rojas |         | 3h37'56" |
| 2    | Roman Villalobos  |         | a 8'20"  |
| 3    | Efren Santos      |         | a 13'04" |

| Pos. | Corridore            | Squadra | Tempo     |
| ---- | -------------------- | ------- | --------- |
| 1    | Juan Carlos Rojas    |         | 32h40'18" |
| 2    | Roman Villalobos     |         | a 8'35"   |
| 3    | Cesar Rojas Villegra |         | a 12'41"  |

## Classifiche finali

### Classifica generale - Maglia gialla
| Pos. | Corridore          | Squadra                           | Tempo     |
| ---- | ------------------ | --------------------------------- | --------- |
| 1    | Juan Carlos Rojas  | Extralum-Frijoles Los Tierniticos | 32h40'18" |
| 2    | Román Villalobos   | Canel's-Specialized               | a 8'35"   |
| 3    | César Rojas        | Extralum-Frijoles Los Tierniticos | a 12'41"  |
| 4    | Efrén Santos       | Canel's-Specialized               | a 15'33"  |
| 5    | Vladimir Fernández | Scott TeleUno                     | a 16'41"  |
| 6    | Joseph Chavarria   | Nestlé 7C CBZ Giant               | a 18'25"  |
| 7    | Walter Pedraza     | GW Shimano                        | a 19'30"  |
| 8    | Aristóbulo Cala    | Bicicletas Strongman              | a 20'42"  |
| 9    | Leandro Varela     | Extralum-Frijoles Los Tierniticos | a 25'57"  |
| 10   | Isaac Morera       | Múltiples Corella                 | a 27'04"  |

### Classifica a punti - Maglia verde
| Pos. | Corridore                  | Squadra                           | Punti |
| ---- | -------------------------- | --------------------------------- | ----- |
| 1    | Efrén Santos               | Canel's-Specialized               | 115   |
| 2    | Román Villalobos           | Canel's-Specialized               | 113   |
| 3    | Juan Carlos Rojas Villegas | Extralum-Frijoles Los Tierniticos | 107   |
| 4    | William Muñoz              | Bicicletas Strongman              | 88    |
| 5    | César Rojas                | Extralum-Frijoles Los Tierniticos | 74    |

### Classifica scalatori - Maglia a pois
| Pos. | Corridore         | Squadra                           | Punti |
| ---- | ----------------- | --------------------------------- | ----- |
| 1    | Efrén Santos      | Canel's-Specialized               | 54    |
| 2    | Román Villalobos  | Canel's-Specialized               | 48    |
| 3    | Juan Carlos Rojas | Extralum-Frijoles Los Tierniticos | 43    |
| 4    | Brian Salas       | Nestlé 7C CBZ Giant               | 26    |
| 5    | César Rojas       | Extralum-Frijoles Los Tierniticos | 24    |

### Classifica a squadre
| Pos. | Squadra                           | Tempo     |
| ---- | --------------------------------- | --------- |
| 1    | Extralum-Frijoles Los Tierniticos | 98h39'22" |
| 2    | Nestlé 7C CBZ Giant               | a 5'47"   |
| 3    | GW-Shimano                        | a 53'46"  |